# Катрин Ащън
Ка̀трин Ма̀ргарет А̀щън (на английски: Catherine Margaret Ashton) е британски и европейски политик, член на Лейбъристката партия.
През 1999 г. получава титлата баронеса Ащън Ъпхоландска (Baroness Ashton of Upholland).
От 2008 г. е европейски комисар по търговията. На 19 ноември 2009 г. е назначена за първи външен министър на Европейския съюз (официално върховен представител на Европейския съюз по въпросите на външните работи и политиката на сигурност) и е на тази длъжност до 2014 г.

## Живот
Катрин Ащън е родена в Ъпхоланд, Ланкашър, на 20 март 1956 г. Тя израства в семейство от работническата класа и е първият член от семейството, завършил университет. Понастоящем е омъжена и има две деца и трима внуци.

## Кариера
Между 1977 и 1983 г. Ащън работи за Кампанията за ядрено разоръжаване като ръководител. През 2005 г. е избрана за „министър на годината“ от списание „The House“. През 2006 г. печели наградата „Политик на годината“ на годишните награди Stonewall, с които се награждават политиците, дали принос за по-добър живот на ЛГБТ-британците.
През юни 2007 г. премиер-министърът Гордън Браун я назначава в Кабинета на лейбъристкото правителство като лидер на горната парламентарна камара.

## Отговорности катовърховен представител
- Като вицепрезидент на Европейската комисия, тя участва в насрочването на седмичните срещи на комисията.
- Участва в срещите на Европейския съвет.
- Президент на Европейската агенция за отбрана.
- Председател на Европейски институт за изследване на сигурността.

## Награди
През февруари 2013 г. е обявена за една от 100-те най-влиятелни жени в Обединеното кралство от „Часът на жените“ по BBC Radio 4.